# Benjamin Monti
Pour les articles homonymes, voir Monti.
Benjamin Monti, né le 20 juillet 1983 à Liège, est un auteur de bande dessinée, affichiste et enseignant belge francophone.

## Biographie
Benjamin Monti naît le 20 juillet 1983 à Liège,,.
En 1993, avec d'autres élèves de l'école communale de Hony, il propose d'utiliser une photocopieuse pour faire une revue Le Journal des jeunes, le premier numéro est entièrement cadré par les enseignants, les numéros suivant se font par une équipe composée de Pierre-Olivier Duchesne, Luc Petit et Benjamin Monti.
En 1996, il suit de manière irrégulière les cours du soir de bande dessinée-illustration de l'Académie royale des beaux-arts de Liège, donnés par Joe G. Pinelli. Il en sort diplômé,.
En 1997, il publie son premier fanzine solo Mad-man, rencontre Phil qui sera son premier acheteur.
En 2000, le fanzine de bande dessinée Mycose lui ouvre ses pages après essuyé 3 refus, il est publié à partir du 6e numéro jusqu'à la mort du collectif en 2007.
En 2001, il publie Noyades, un fanzine qui connaît 5 ou 6 rééditions pour 600 exemplaires écoulés en 10 ans.
En 2003, a lieu sa première exposition individuelle de dessins à l'espace D'une certaine gaieté.
En 2004, il édite le fanzine Autobiographie, une autobiographie administrative, qui sera rééditée en 2005 aux éditions Terrenoire ; les éditions Terrenoire publieront également Carnet (reproduction d'un carnet rempli d'écritures-dessins entre 16 et 17 ans) et le recueil de dessins Vains Dessins (2006).
En 2008, sort Ruminations une bande dessinée éditée par la revue Art et Fact et il reçoit une bourse d’aide à la création en bande dessinée. 
En 2009, la maison d'édition La Cinquième Couche édite Vide un roman graphique qui est d'abord publié en fascicule autoédité en 2006. La même année, il est premier lauréat du prix de la création 2009 de la Ville de Liège et lauréat du prix Coup d’éclat 2009 de la province de Liège. Dès cette même année, son travail d'art plastique est représenté par la galerie Nadja Vilenne.
En juin 2012, il développe un nouveau projet de fanzine périodique Obsolescence programmée. En 2016, il participe à l'exposition de ses travaux au MACS à Liège.
En 2023, il réalise l'affiche de quatre expositions regroupées sous le titre Entre chien et loup.
Il a déjà participé à une centaine de publications (essentiellement dans le milieu "alternatif" , milieu dans lequel il est actif depuis 10 ans : pour des fanzines ou bien pour des petites structures éditoriales) et a de nombreuses expositions à son actif (Belgique, France, Suisse, Hollande, Allemagne…).
Son travail plastique lie étroitement les mots et les images et cela par le médium du dessin, élément fédérateur de ces différentes démarches (bandes dessinées, recherches graphiques, illustrations, dessins…).
En octobre 2023, La Fanzinothèque recense 92 publications à son nom qui s'échelonnent de février 1988 à juin 2020.
Selon Thierry Bellefroid : « Benjamin Monti est porté par le dessin autant que par l’écriture. Il aime l’anatomie, la reproduction presque compulsive de motifs ou de corps, qu’il s’agisse d’insectes ou d’humains. Il aime les livres de comptes, les énumérations, les juxtapositions et les feuilles de papier millimétré. Mais il voue aussi un amour particulier aux rebuts, auxquels il redonne vie sous son trait précieux — et précis. Entre éloge du vide parcouru de lignes signifiantes et dessin à la plume d’une précision chirurgicale, il surprend parfois, séduit toujours. »
Parallèlement, il est enseignant aux Beaux-Arts de Liège en Master Illustration.

## Œuvres

### Albums de bande dessinée
- Vide[9], La Cinquième Couche, Bruxelles, 30 août 2009
Scénario et dessin : Benjamin Monti - Couleurs : noir et blanc -  (ISBN 9782930356457)
- Rupture[10], La Cinquième Couche, Bruxelles, 14 mai 2021
Scénario et dessin : Benjamin Monti - Couleurs : noir et blanc -  (ISBN 9782390080718)

### Illustrations
- Successions (Ab Intestat)[11], Marguerite Waknine, 2012  (ISBN 978-2916694450)
- Vies d'un immortel[12], Bernard Noël, Éditions du Chemin de fer, 2013  (ISBN 9782916130491)
- Petits Propos pessimistes pour plaisanter presque partout[13], Jacques Perry-Salkow et Frédéric Schmitter (textes), Équateurs, Paris, 2014  (ISBN 978-2-84990-323-0).
- Ping-Pong[14], Éric Thérer, Eastern Belgium at night, 2015.
- ABCD[15], Lustre, 2016  (ISBN 978-2-930561-17-2)
- Histoires naturelles[16], Marguerite Waknine, 2018  (ISBN 979-10-94565-31-5)
- Bref caetera[17], André Stas (textes), La Pierre d'Alun, 2022  (ISBN 9782874291241)
- Dans un pays pourtant phénoménal[18], Pascal Leclercq (textes), L'herbe qui tremble, 2022  (ISBN 9782491462406)
- Mortels habitants de la Terre (couverture), de Marie-Noëlle Agniau, L'Arbre à paroles, coll. « iF », 2016.

### Essais
- (en) Sébastien Conard (dir.), Benoît Crucifix, Jan Baetens, Ilan Manouach, Benjamin Monti, Olivier Deprez et al., Post-Comics : Beyond Comics, Illustration and the Graphic Novel, Alost, Gand, Het Balanseer, KASK School of Arts, 1er janvier 2020, 128 p., ill. (ISBN 9789079202713 et 9079202711).

### Expositions

#### Expositions individuelles
- La nécessité de répétition[19], MACS, Hornu, du 13 mars au 3 juillet 2016 ;
- Courage-Organisation S A[20], L'isolée, Villeneuve-d'Ascq, du 12 février au 2 avril 2022 ;
- Gratte-papiers[21],Jean-Marie Wynants, « La folie douce de Benjamin Monti au Salon d’art », Le Soir,‎ 17 octobre 2023 (lire en ligne , consulté le 23 octobre 2023), Le Salon d'art, Bruxelles du 2 octobre au 10 novembre 2023.

#### Expositions collectives
- No remorse[22], artistes du collectif Mycose : Gentiane Angeli, "Mon Colonel" (Éric Bosley Aka), Francesco Defourny, Gof, Laurent Impeduglia, Aurélie William Levaux, Alice Lorenzi, Benjamin Monti, Philippe Durant, P’tit Marc et Manuel, Centre d'art contemporain La Châtaigneraie, Flémalle, juillet 2010.
- Génération spontanée[23], Espace Franquin, Angoulême du 27 au 30 janvier 2011 ;
- On The Road[24], Galerie Nadja Vilenne, Liège, du 8 février au 17 mars 2019 ;
- Un Automne À Dess(e)ins[24], Galerie Nadja Vilenne, Liège, du 20 septembre au 18 octobre 2020 ;

## Prix et récompenses
- 2009 :
  -  prix de la création de la ville de Liège[25] ;
  -  prix Coup d’éclat de la province de Liège[25].

#### Livres
: document utilisé comme source pour la rédaction de cet article.
- Thierry Bellefroid et Jean-Marie Derscheid, « Monti Benjamin - Dessinateur — Scénariste », dans 77 auteurs de bande dessinée en Wallonie et à Bruxelles, Bruxelles, Wallonie-Bruxelles International, 2017, 128 p., ill. (ISBN 2-930071-83-4, lire en ligne), p. 83. .
- Philippe Mellot, Michel Denni, Laurent Turpin et Isabelle Morzadec, Trésors de la bande dessinée : BDM 2022-2023 - Catalogue encyclopédique et Argus, Paris, Les Arènes, novembre 2022, 23e éd., 1677 p., ill. ; 23 cm (ISBN 9791037507280, OCLC 1351462460, présentation en ligne), p. 1101, 1433. .

#### Articles
- Françoise Lison, « Benjamin Monti, l’imagiste », L'Avenir,‎ 21 novembre 2017 (lire en ligne , consulté le 24 octobre 2023).
- Jean-Marie Wynants, « La folie douce de Benjamin Monti au Salon d’art », Le Soir,‎ 17 octobre 2023 (lire en ligne , consulté le 23 octobre 2023).